# Kalejkino (Tatarstan)
Kalejkino (ros. Калейкино) – wieś (sieło) w Rosji, w Tatarstanie, w rejonie almietjewskim. W 2010 liczyła 1638 mieszkańców.